# یواس‌اس بنت (دی‌دی-۴۷۳)
یواس‌اس بنت (دی‌دی-۴۷۳) (به انگلیسی: USS Bennett (DD-473)) یک کشتی بود که طول آن ۱۱۴٫۷ متر (۳۷۶ فوت) بود. این کشتی در سال ۱۹۴۲ ساخته شد.